# Vanni Ronsisvalle
Vanni Ronsisvalle (Messina, 19 marzo 1931) è uno scrittore, giornalista e autore televisivo italiano.

## Biografia
Figlio unico di un medico, avviato egli stesso alla medicina, Vanni Ronsisvalle cominciò scrivendo racconti inclini al vittoriniano gusto per l'epica documentaria ed alla rappresentazione poetico/fantastica del mondo. (v. Andrea Zanzotto nota a Le notti giganti, Rizzoli, 1967) Dalle elementari alla maturità classica è alunno del Collegio Sant'Ignazio dei PP. Gesuiti. Al richiamo per l'arruolamento nel servizio militare sceglie la leva di mare da cui verrà dispensato per gli studi universitari. Si iscrive alla facoltà di medicina, la interrompe per scienze politiche. Nel 1952 sposa Annamaria Giordano di Ortodonico, figlia del pittore Edoardo Giordano. Nel 1953 vince il premio "Racconto dell'anno" per il suo L'uomo e le strisce alle Olimpiadi della Cultura di Pisa, con in giuria Alberto Moravia, Giuseppe Ungaretti, Riccardo Bacchelli, Luigi Russo e Bonaventura Tecchi. Con il denaro del premio compie con la moglie il primo lungo viaggio tra le grandi capitali del Nord Europa. Nel 1954 realizza il documentario sperimentale Lungo viaggio di Tulip l'Olandese. Collabora a "Primi Piani", alla "Rivista del Cinema", alle rubriche radiofoniche della Rai, GR e Radiosera, scrive soggetti e sceneggiature, intervenendo anche su copioni altrui. Nel 1954 Vittorio Veltroni, direttore del primo Telegiornale della Rai, lo invita ad insistere nello ‘scrivere per immagini’. Con una Paillard, cinepresa amatoriale, gira a Stromboli tra le case abbandonate dagli isolani emigrati dove si accampavano ragazzi giramondo, figli dei fiori di tutta Europa. Nel 1957 lo scrittore Carlo Bernari lo volle accanto a sé come caporedattore nella prima fase della realizzazione della Enciclopedia Universo passata poi dalla Rizzoli alla De Agostini. 
Nel 1959 viene assunto a tempo indeterminato come collaboratore ai programmi culturali della Rai; da inviato speciale è autore di interviste e ritratti di protagonisti della cultura e della politica in Europa, Africa, Asia, Medio Oriente, Stati Uniti, Canada, America Latina. Realizza i due primi film-documento: su Ezra Pound Un'ora con... Il favoloso quotidiano su Lucio Piccolo. Caporedattore alla cultura al TG1, Vicedirettore al TG2; vi ha ideato e diretto rubriche di attualità culturali, coprendo grandi appuntamenti artistici e culturali: dalla Biennale d'Arte veneziana, alla Buchmesse di Francoforte al Premio Nobel a Stoccolma. Collabora a quotidiani e riviste culturali.
Nel 2007 è Professore a Contratto in Scienze della Comunicazione/ Scuola di Giornalismo dell'Università di Salerno. Socio ordinario del Pen Club, dal 23 ottobre 2016 è Presidente della Fondazione Famiglia Piccolo di Calanovella, dopo averne presieduto il Comitato Scientifico per tre anni.

### L'attività letteraria
Nel 1945, ancora adolescente - dopo una drammatica esperienza vissuta in clandestinità con la famiglia nella Roma occupata - il quotidiano Gazzetta del Sud pubblica il suo racconto La banda degli sciacalli, una storia di ragazzi rimasti soli al mondo sopravvissuti agli stenti ed agli eccidi della guerra rubando tra le rovine. Nel 1957, a dieci anni dalla Partition tra India e Pakistan, nello stesso giornale appaiono articoli sugli scontri ai confini tra i due nuovi stati e i conflitti religiosi tra indù e musulmani. A seguire corrispondenze e note di viaggi, racconti appaiono su quotidiani importanti: Il Giorno, La Stampa, Italia Oggi, Il Giornale di Brescia Il Messaggero, L'Informazione, Corriere della Sera, L'Unità. Ma la collaborazione più prestigiosa gli è offerta da Mario Pannunzio: nelle pagine di Il Mondo appaiono articoli su Harold Toynbee, Vitaliano Brancati, Aby Waburg, testi di argomento letterario ed artistico. Nel fervore culturale che dagli anni cinquanta si espande ai primi decenni successivi conosce scrittori e pittori che animano la vita intellettuale a Roma e Milano; Palazzeschi e Sibilla Aleramo, Pier Paolo Pasolini e Moravia, Rafael Alberti esule dalla Spagna franchista, a Milano frequenta Marcello Venturi (editor alla prima Feltrinelli); Eugenio Montale lo avvia alla conoscenza di Ezra Pound, nella cui casa a Venezia incontra Allen Tate, Robert Lowell e Allen Ginsberg; ma è anche la Milano di Brera e del Giamaica, delle gallerie d'arte: il Milione di Cardazzo e l'Annunziata di Grossetti, l'Apollinaire di Le Noci; dei mercanti d'arte e collezionisti. A Berlino, per le riprese di Due Germanie, Due Culture (1965) incontra per la prima volta Günter Grass e, al di là del ‘muro’, Helene Weigel la vedova di Brecht nel suo Berliner Ensemble; a Parigi Louis Aragon, Jean Cassu, Maurice Reims (il gran commiser priseur e battitore d'asta alle prese con l'eredità Picasso da spartire tra i figli Andrè e Paloma e lo stato francese rappresentato da Malraux), a Madrid lo scrittore cattolico antifranchista Josè Bergamin  e Soledad Ortega y Gasset, a Barcellona Manuel Vázquez Montalbán, a Londra Ernst Gombrich. Nel 1961 vince il premio Lugano della Radio Svizzera Romanda con il radiodramma Le gazzelle al ministero degli esteri; l'anno successivo la scrittrice svizzera Yvette Z’Graggen lo traduce in francese per Sottens (Radio Ginevra) e la RTF (la Radio Nazionale francese). Dalla “Tribune de Geneve” del 19 ottobre ‘63:.. c'est tres remarquable la piece Les Yeux de Gazelle de Vanni Ronsisvalle adaptation francaise d'Yvette Z'Graggen et qui révèle un humour feroce a la Dürrenmatt. 1962, Roma, il Diavolo e l'Acquasanta (con Ugo Martegani, Canesi). Pubblica i racconti di Una signora a tre gambe editi da Sciascia, seguiti dal romanzo Le notti giganti, Rizzoli. Seguono altri testi teatrali, Tenerezza e Hemingway dopo una lettura pubblica dei Rabdomanti al Piccolo di Milano, vince il Premio Napoli (1966), scrive atti unici e radiodrammi tutti rappresentati. Nel 1972 la Rai mette in onda con la regia di Andrea Camilleri Cafè Mozart, un radiodramma trascritto poi per il teatro ed in tale forma (due tempi) con il nuovo titolo Prudente attesa in città per un arrivo dal mare dopo la prima al teatro dei Satiri a Roma (1973) andrà in tournée, verrà più volte rappresentato e (1974) l'editore Cappelli ne pubblicherà il testo.
Collabora con note saggistiche e racconti a Il Mondo, La Fiera Letteraria, La Discussione. Il Punto, Leggere, Il Caffè, L'Europa, Prospetti, Quartiere, Civiltà delle Macchine diretta da Leonardo Sinisgalli [s. Con il romanzo Tour Montparnasse nel 1978 vince il Premio Bancarella. È del 1979 Storia della nave artiglio, Giunti, una fiaba scritta per suo figlio Diego. È del 1980 La grande mummia, Premio Bordighera, un grottesco dove ipotizza che Mussolini abbia vinto la guerra e nell'Europa tutta fascistizzata se ne celebrino le imbalsamate spoglie itineranti. Colpisce l'attenzione di Guglielmo Zucconi direttore del quotidiano Il Giorno che gli commissiona una serie di racconti di fantastoria. Nel 1989 Sellerio pubblica Gli Astronomi (da cui dieci anni dopo suo figlio Diego, regista, trarrà il soggetto per il film omonimo); tornò alla saggistica più volte negli anni successivi con la monografia Tirirò e il trittico Hallò! su la comunicazione nella storia dell'arte. Per l'Enciclopedia Treccani realizzò tra scrittura e indagine filmica nelle grandi opere pittoriche le monografie su Lorenzo Ghiberti, Paolo Uccello e il Beato Angelico. Pubblicò ancora altri romanzi e alcune monografie d'arte, Venerina, Camunia nel 1992, Il Meridiano della Solitudine, edito da Novecento, 1996; vi si raccontano i ventisette giorni delle riprese a Capo d'Orlando per il film documentario Il favoloso quotidiano. Il romanzo Un amore di Gide editore Aragno del 2000; nel 2001 scrive all'indomani dell'attentato alle Due Torri di New York Trash Hills, tradotto negli Stati Uniti per iniziativa della Columbia University è pubblicato da Italica il magazine ufficiale di quell'Ateneo. Lo stesso anno pubblica La mappa del poeta, edito da Cesati di Firenze, profilo di una generazione di scrittori italiani dagli anni cinquanta in poi. Nel 2005, un anno dopo il cinquantenario della televisione italiana Porto Brandao edito da RAI-ERI accompagnato da un DVD: backstage letterario di duecento ‘avventure’ televisive in tante parti del mondo. 2012: pubblica Isola vista in sogno da un disegnatore di verdi labirinti nei giardini del Re, parodia per nulla ilare del poema di Coleridge La ballata del vecchio marinaio scritta a Venezia (1967) nelle pause delle riprese per il film-tv dedicato a Ezra Pound.

### Gli anni in RAI
Dopo un biennio di assidue collaborazioni ai programmi culturali della Rai (Il libro di cui si parla, L'uomo/La donna di cui si parla, ecc. con il passaggio al Telegiornale da inviato speciale realizza una serie di incontri con personaggi di grande caratura e testimoni del tempo come Ezra Pound, Günter Grass, Jean-Paul Sartre, Eugenio Montale, Jean Tardieu,  Diego Valeri, Lucio Piccolo, Rafael Alberti, Ernst Gombrich, Italo Calvino, Andy Warhol, Jean Cassou, Peter Brook e José Saramago[, Antony Burgess, Louis Aragon, Zara Leander, Astrid Lindgreen (Pippi Calzelunghe), Arianne Mnousckjne, Margherita Walmann], Almudena Grandes. Soledad Hortega y Gasset Realizza ritratti multimediali in lungometraggio di Antonello da Messina (Antonello e lo spirito della pittura), Goethe (“Il signor Goethe poeta e naturalista in viaggio verso Messina, anche” rappresenta la Rai al Prix Italia) Lord Byron ("Le fidanzate di Byron"), Zita d'Absburgo, l'ultima imperatrice (rappresenta la Rai al Prix Italia) Garibaldi in Uruguai, (“Ritratto e Favola dell'eroe da giovane”)  Vincent van Gogh ("Caro Theo, caro Vincent”), degli Splendori dei Gonzaga, di Gustave Flaubert, Pierre Loti, Agatha Christie, Fernando Pessoa, Evelyn Waugh; sino alle inchieste per gli Speciali del Tg: La rivolta dei Sioux nella Riserva di Pine Ridge, Sud Dakota, Macbeth a Manila, protagonisti il dittatore Marcos e sua moglie Himelda;  per Tam Tam: la Pena di Morte alla vigilia dell'abolizione in Francia, con le interviste ai favorevoli e ai contrari: all'ultimo boia di Parigi, ad un condannato alla ghigliottina graziato da De Gaulle poco prima della esecuzione, a Jean Marie Le Pen; ancora sui Monaci e Guerrieri della Droga tra Thailandia e Laos, il Triangolo d'oro, i Tupac Amaru di Sendero Luminoso in Perù, Discendenti di Menelick e la regina Taitù in Etiopia, L'oro di Hong Kong fa gola alla Cina,  Il padre di Anna Franck. Parigi: a passeggio con Andrè Masson, Londra: il Neoclassicismo da Canova a Flaxman; ancora gli Speciali Tg La voce di Miriam (Makeba), Terroristi contro Israele: attacco all'aereo Pan Am; Boccioni a Milano, Corot e Millet alla Scuola di Barbizon;  25 11 1975: Ortega torna a Madrid, 21 2 1976: Camminando per la Spagna dopo Franco. E la regina del fado, Una certa idea di Lisbona: Amalia Rodriguez. Ha ideato e diretto rubriche di attualità culturale, politica e di costume. (Arti e Lettere, Libri e Mostre, Primissima,  Breack, Il Guardiano del Faro) le serie di Camere d'Autore e di L'invenzione dell'Occidente; realizza nel contempo una serie radiofonica ispirata ai suoi viaggi per la tv: Artisti, Grandi Artisti, Signore e Cantastorie.

### L'attività letteraria e culturale
Dal sodalizio con Pier Paolo Pasolini, Leonardo Sciascia e Alberto Moravia, - e con lo stesso Pound che tenne a battesimo l'impresa – nacque nel 1968 il Brancati Zafferana, un'iniziativa socio culturale. Pubblicò ancora altri romanzi e alcune monografie d'arte. Con il romanzo Tour Montparnasse nel 1978 vinse il Premio Bancarella. L'unica raccolta di liriche Attuale estensione di Messina è del 1975. Nel 1962 con U. Martegani aveva pubblicato Roma, il diavolo e l'acquasanta; tornò alla saggistica più volte negli anni successivi con la monografia Tirirò e il trittico e Hallò! su la comunicazione nella storia dell'arte, in particolare il telefono. Per l’Enciclopedia Treccani scrisse monografie su Lorenzo Ghiberti, Paolo Uccello e il Beato Angelico. Il romanzo Un amore di Gide è del 2000, da cui il figlio Diego, regista, ha tratto il film omonimo (dopo aver già realizzato un altro film tratto da un libro del padre, Gli astronomi); nel 2001 ha pubblicato La mappa del poeta, profilo di una generazione di scrittori dagli anni cinquanta in poi.

## Premi e riconoscimenti
Tra i principali temi ricevuti ci sono:
- Premio Olimpiadi della Cultura /Il racconto dell'anno 1953 per L'uomo e le strisce
- Premio Lugano 1958 per il radiodramma Le gazzelle al ministero degli esteri
- Premio della Federazione dei Cavalieri del Lavoro 1961 per il Giornalismo/Scritti sull'Arte
- Premio Napoli 1967 per la commedia Tenerezza ed Hemingway
- Premio Goldoni per il teatro a Caffè Mozart, 1973
- XV Premio Giornalistico Internazionale “Città di Roma”, 1974
- Premio Bancarella per il romanzo Tour Montparnasse, 1975
- Premio Teramo per i racconti di Finali, 1975
- Premio Ciak per il documentario Tre donne in Svezia, 1977
- Premio della Presidenza del Consiglio dei Ministri per l'attività culturale, 1978
- Premio Hemingway per il giornalismo televisivo documentaristico 1980
- Premio Federico Motta,  per ORTIS 70, testo e immagini, 1981
- Premio Firenze Le Muse alla carriera 1985
- Premio Gioi per Gli Astronomi 1990
- Premio speciale Vallecorsi per il teatro con Maestro
- Premio Aci e Galatea per Gli astronomi, 1990
- Premio Vallecorsi per il teatro con I Fotografi
- Premio Maratea 1993 per il giornalismo d'arte in tv
- Premio Federico Weber alla carriera 1994
- Premio Ori di Taranto per il romanzo Un amore di Gide
- Premio Regium Julii per la saggistica a Il meridiano della solitudine 1996
- Premio Galileo per Hallò, la Comunicazione nella Storia dell'Arte
- Microfono d'argento per il documentarismo radiofonico

## Opere

### Narrativa
- Una signora a tre gambe/il battello delle Eolie, Sciascia, 1966
- Le notti giganti, Rizzoli, 1968
- Tour montparnasse, Editori riuniti, 1977
- Storia della nave artiglio, Giunti, 1979
- La grande mummia, Rusconi, 1980
- Gli astronomi, Sellerio, 1989
- Venerina, Camunia/Rizzoli, 1992
- Un amore di Gide, Aragno, 2000
- Isola vista in sogno da un disegnatore di verdi labirinti nei giardini del re, Pungitopo, 2012 ISBN 9788889244951
- Il sangue e il colore del mare , La Nave di Teseo , 2021

### Poesia
- Attuale estensione di Messina, Sciascia, 1975

- Errata Corrige , Pungitopo , 2021

### Saggistica
- Roma, il diavolo e l'acqua santa (con U. Martegani), Canesi, 1962
- Tiriro’, Sciascia, 1976
- Hallo'/il telefono nella letteratura e nell'arte, A. Pizzi, 1986
- La città' mentale (tre monografie con corredo audivisivo su Lorenzo Ghiberti, il Beato Angelico, Paolo Uccello), Istituto dell'Enciclopedia Italiana Treccani, 1983
- Il meridiano della solitudine Novecento, 1996, Premio Nazionale Rhegium Julii 1997[3]
- Crimi/la mappa del poeta, Franco Cesati ed., 2001
- Porto brandão, Rai-Eri Mondatori, 2005
- La Luna, mamma Rai e il sorriso della gioconda, Pungitopo, 2016
- Il paradiso degli scrittori, Pungitopo, 2019

### Teatro
- Tenerezza & Hemingway, cinque testi teatrali, Tringale, 1973
- Le gazzelle al ministero degli esteri
- La signora, i suoi amici
- Da una premessa del signor pirandello
- Onan e l'obbedienza, Uomini e libri, 1968
- Caffe' Mozart, Cappelli, 1974
- Prudente attesa in città per un arrivo dal mare, ivi, 1974
- I fotografi
- Maestro

### Documentari
- Un'ora con...
- Il favoloso quotidiano (1967) – sul poeta siciliano Lucio Piccolo e della sua aristocratica antica famiglia siciliana, nella villa che ospitava anche il cugino Giuseppe Tomasi di Lampedusa autore di Il Gattopardo.[4]